# Cornwall MRC Formula 1 Race 1955
I Cornwall MRC Formula 1 Race 1955 je bila deveta neprvenstvena dirka Formule 1 v sezoni 1955. Odvijala se je 30. maja 1955 na dirkališču Davidstow Circuit v Davidstowu, Cornwall.

## Rezultati

### Dirka
| Poz | Dirkač          | Moštvo                   | Konstruktor     | Čas/Odstop              | Št. m. |
| --- | --------------- | ------------------------ | --------------- | ----------------------- | ------ |
| 1   | Leslie Marr     | L. Marr                  | Connaught       |                         | 1      |
| 2   | Charles Boulton | Ecurie Ane               | Connaught       |                         | 3      |
| 3   | Tom Kyffin      | Equipe Devone            | Cooper-Bristol  |                         | 2      |
| 4   | Dick Gibson     | Tony Crook               | Cooper-Bristol  | 19 krogov               | 6      |
| 5   | F. Sowrey       | F. Sowrey                | Cooper-JAP      | 19 krogov               | 5      |
| Ods | Robert Harris   | Dick Gibson              | Connaught       |                         | 4      |
| DNS | Gordon Rolls    | G.H. & J.F. Rolls        | Tojeiro-Bristol |                         | -      |
| WD  | Ken Tyrrell     | R.K. Tyrrell             | Cooper-Norton   |                         | -      |
| WD  | Tony Crook      | Tony Crook               | Cooper-Bristol  |                         | -      |
| DNA | Tony Rolt       | Rob Walker Racing Team   | Connaught-Alta  | Nepripravljen dirkalnik | -      |
| DNA | Peter Collins   | Owen Racing Organisation | Maserati        | Dirkal drugje           | -      |

- Najboljši štartni položaj: Leslie Marr
- Najhitrejši krog: Leslie Marr - 1:15.4